# Shackleton-Küste
Koordinaten: 82° S, 162° O
Die Shackleton-Küste ist ein Küstenabschnitt in der antarktischen Ross Dependency. Sie erstreckt sich entlang des Westrands des Ross-Schelfeises zwischen dem Kap Selborne im Norden und dem Airdrop Peak an der Ostflanke des Beardmore-Gletschers im Süden. Nach Norden grenzt sie an die Hillary-Küste, im Süden bzw. nach Osten an die Dufek-Küste.
Das New Zealand Antarctic Place-Names Committee benannte die Küste 1961 nach dem britischen Polarforscher Ernest Shackleton (1874–1922), Teilnehmer der Discovery-Expedition (1901–1904) und Leiter der Nimrod-Expedition (1907–1909), der Endurance-Expedition (1914–1917) und der Quest-Expedition (1921–1922) in die Antarktis. Die von Shackleton geleitete vierköpfige Südgruppe der Nimrod-Expedition sichtete 1908 erstmals den Abschnitt dieser Küste südlich des Shackleton Inlet.